# Astrantia maxima
Astrantia maxima là một loài thực vật có hoa trong họ Hoa tán. Loài này được Pall. mô tả khoa học đầu tiên năm 1793.

## Hình ảnh

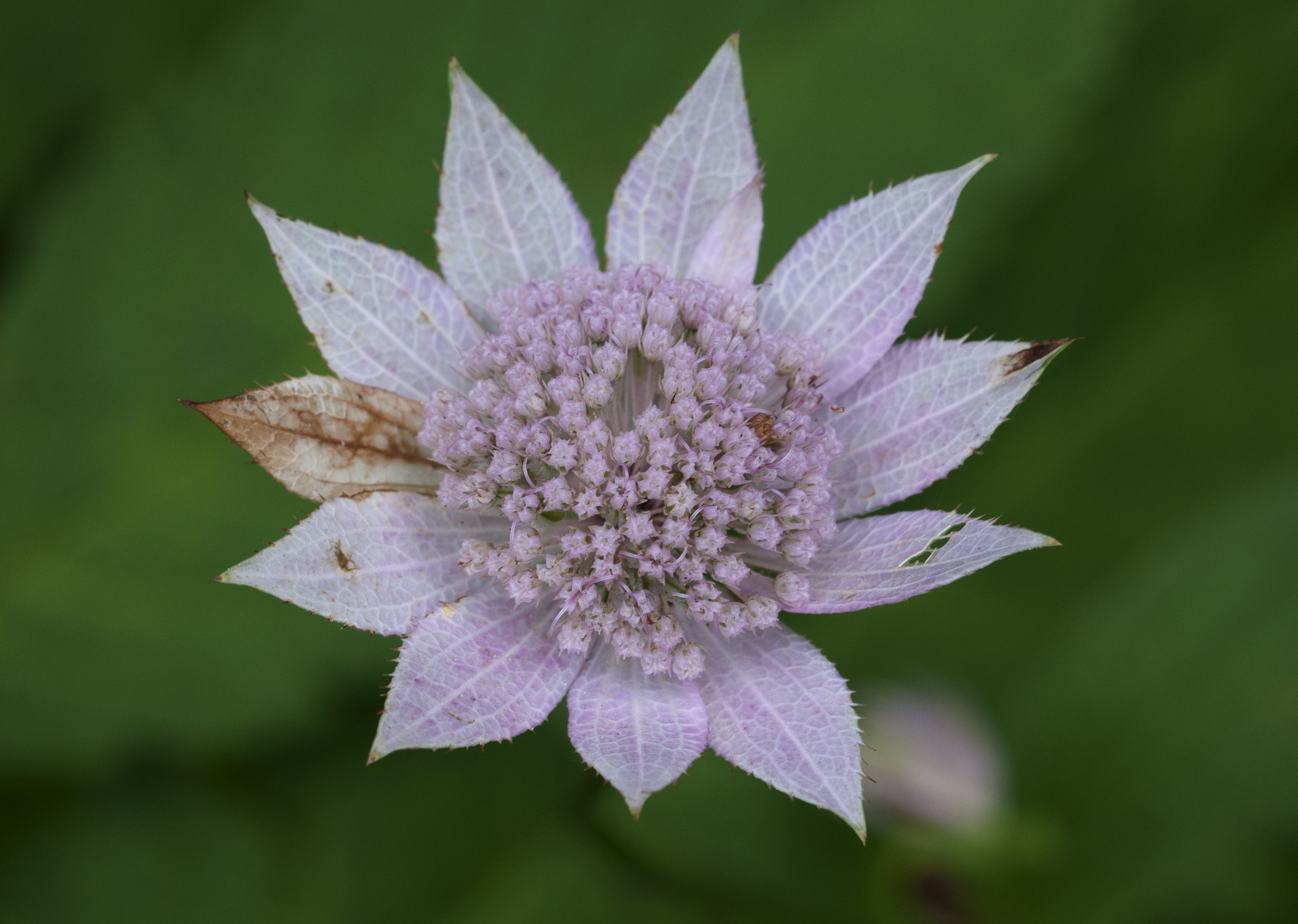
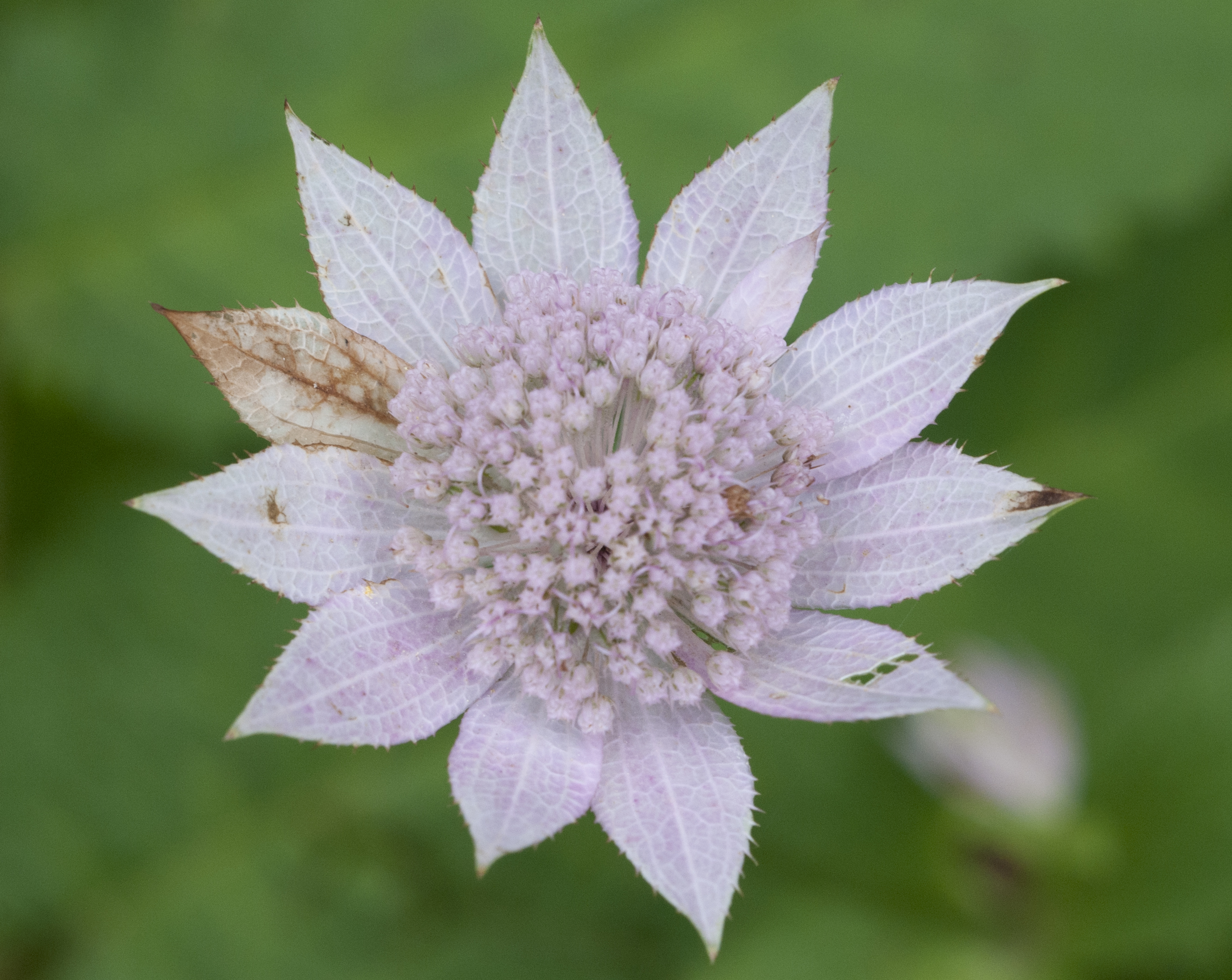
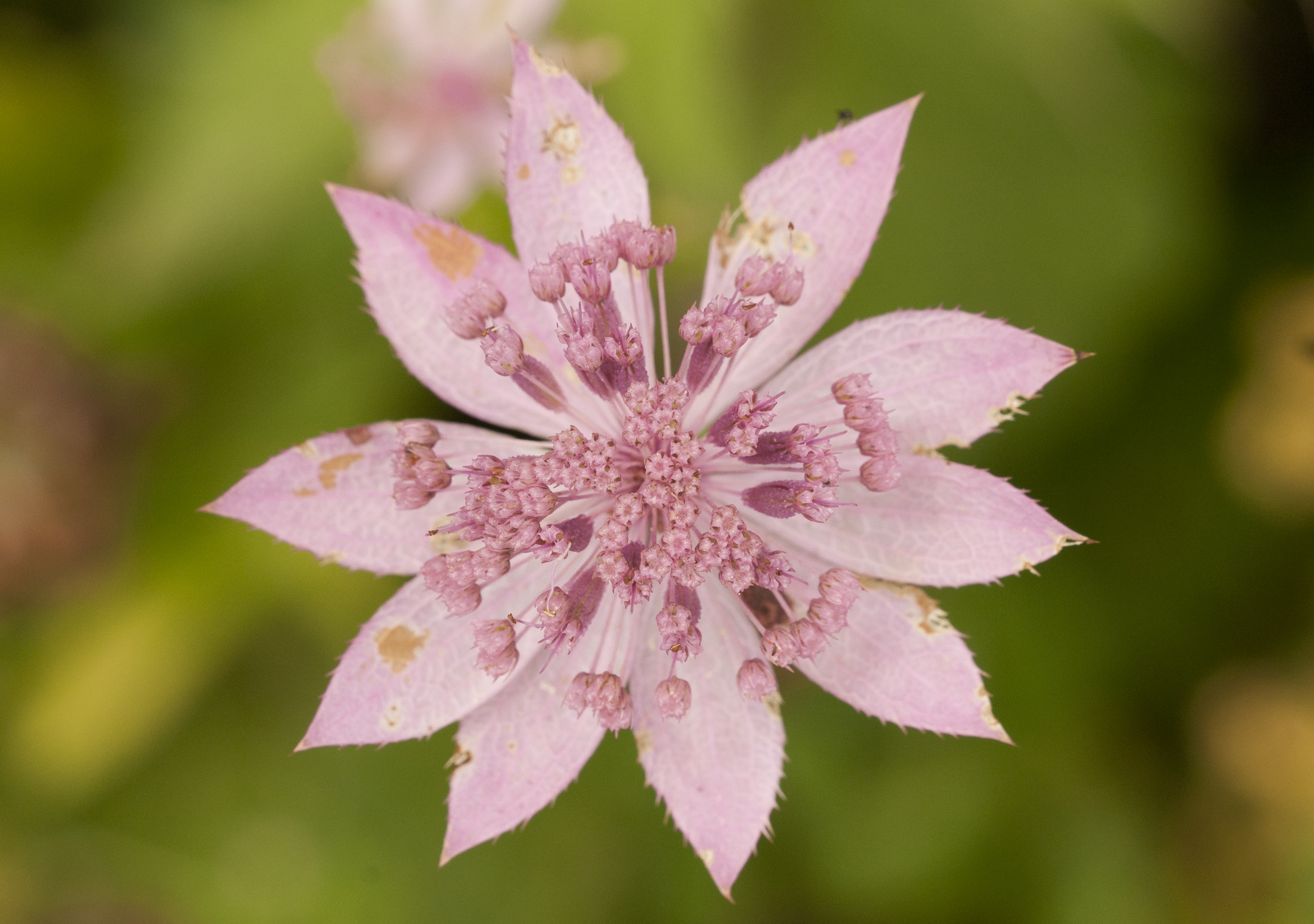
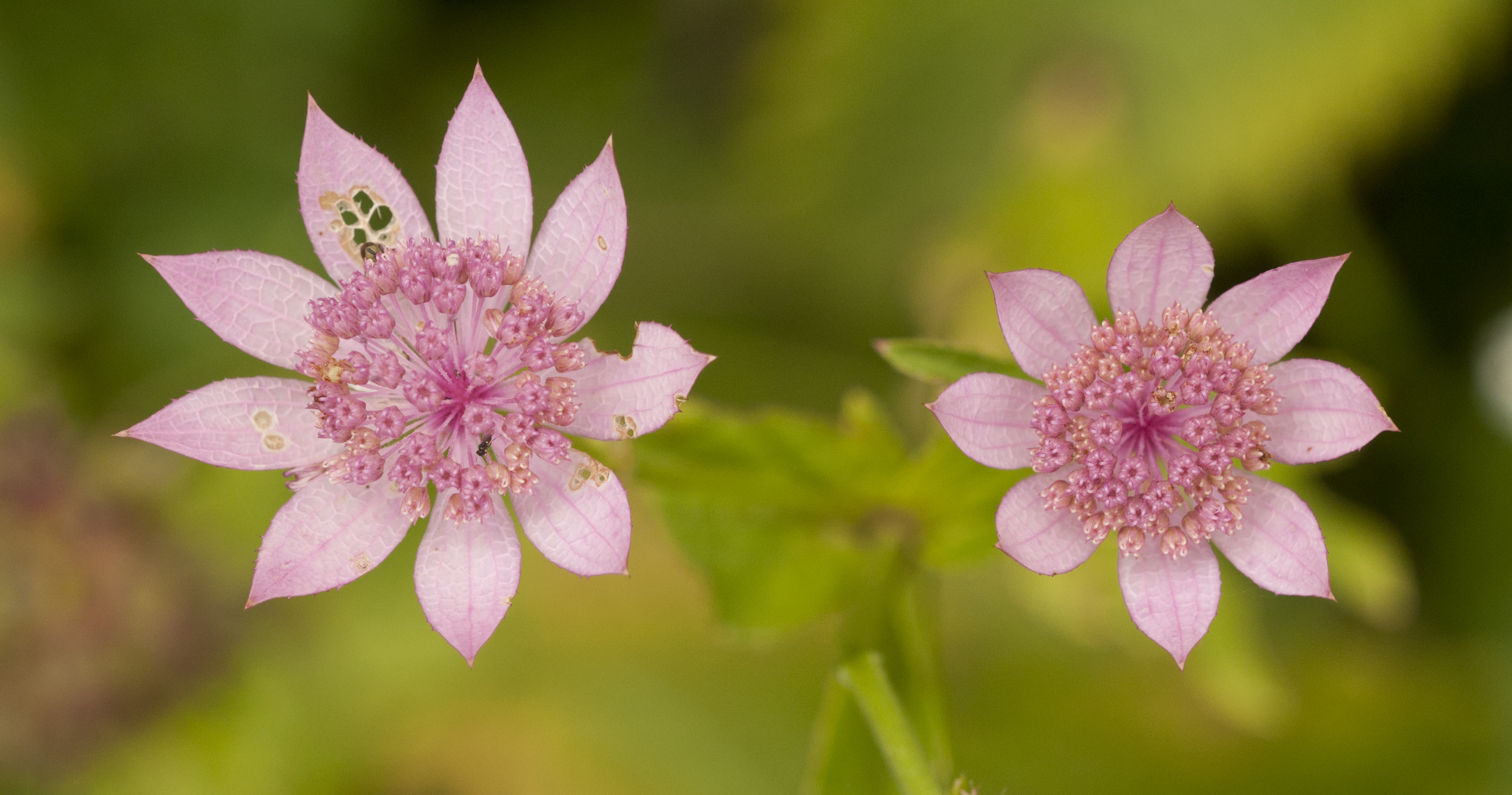